# Pueblo yagua
Yagua, Yahuna, Ñihamwo, Yihamwo, Nihamwo o Mishara es un pueblo indígena que habita en la provincia de Mariscal Ramón Castilla y la provincia de Putumayo, ambos en el departamento de Loreto, Perú y en los resguardos de Santa Sofía y El Progreso, en el departamento colombiano de Amazonas. Son más de 11 000 personas, cuya lengua pertenece a la familia lenguas peba-yagua.

## Historia

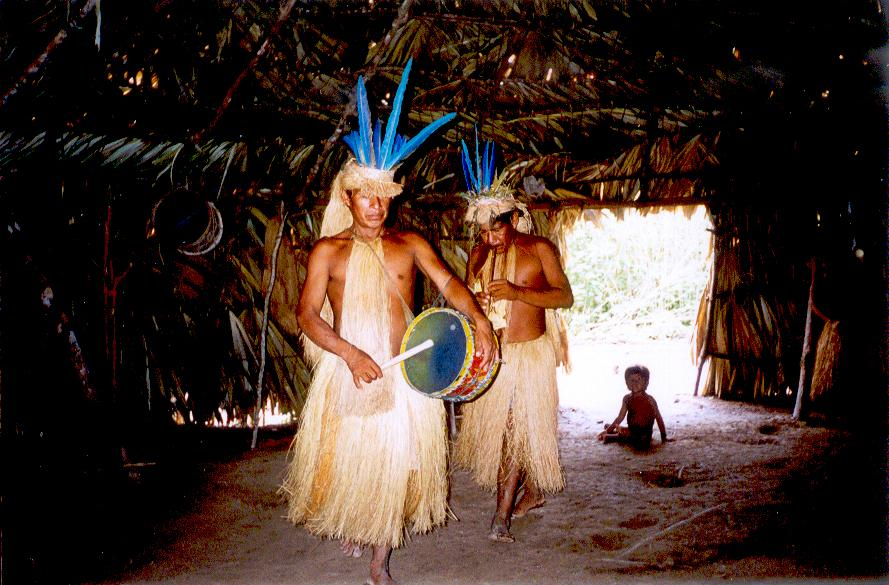
Yaguas

En un tiempo inmemorial vivieron en las riberas del río Amazonas, que luego fueron dominadas por los Cocama u Omaguas, de lengua Tupí. Posteriormente sufrieron la acusación de los esclavistas portugueses o bandeirantes, para escapar de los cuales optaron por buscar refugio en las misiones jesuitas, pero tras la expulsión de estos, desde 1773 cayeron paulatinamente bajo el control de "patrones", que los utilizaron como mano de obra.
A mediados del siglo XIX, las autoridades del distrito de Pebas los utilizaron para recolectar zarzaparrilla. Posteriormente, la fiebre del caucho conllevó la llegada de la Casa Arana al territorio y aunque los Yagua resistieron fueron derrotados en 1911.
Al decaer el mercado del caucho, se sucedieron otras "bonanzas" en la selva para explotar maderas finas, leche caspi y pieles y nuevamente la población indígena fue tratada como mano de obra barata. Los traslados impuestos por los patrones ocasionaron graves conflictos entre los Yagua y los pueblos indígenas vecinos, como los Mayoruna.
Al estacionarse las tropas peruanas en Pebas, en 1933 se produjo una terrible epidemia de sarampión, que eliminó la tercera parte de la población yagua. Después de 1970 el estado peruano fomentó la sedentarización en "comunidades nativas" y al mismo tiempo parte de los indígenas integraron el movimiento mesiánico de la Santa Cruz.

## Economía

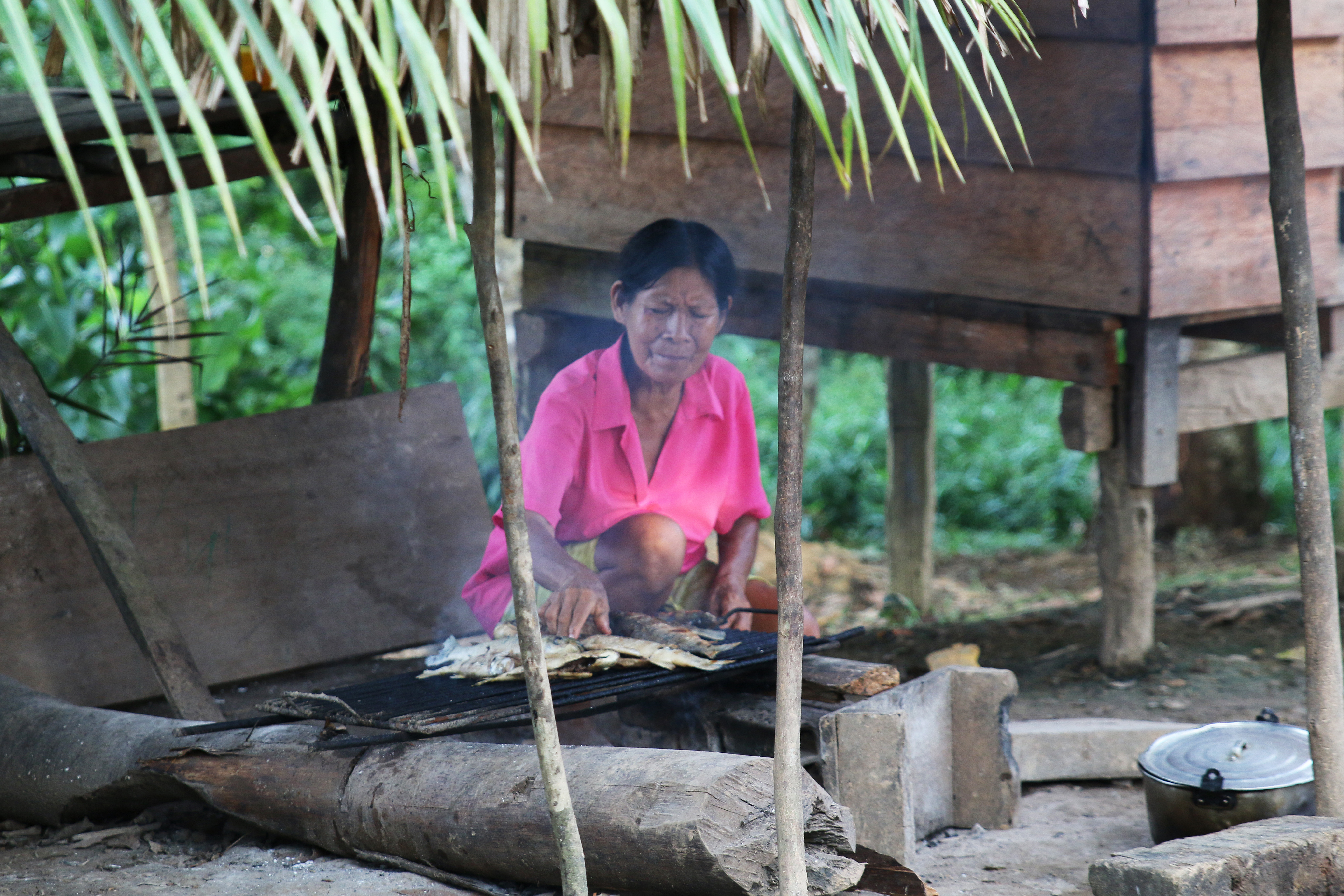
Mujer yagua asando pescado en Tiitanho Nijaamu (La Libertad).

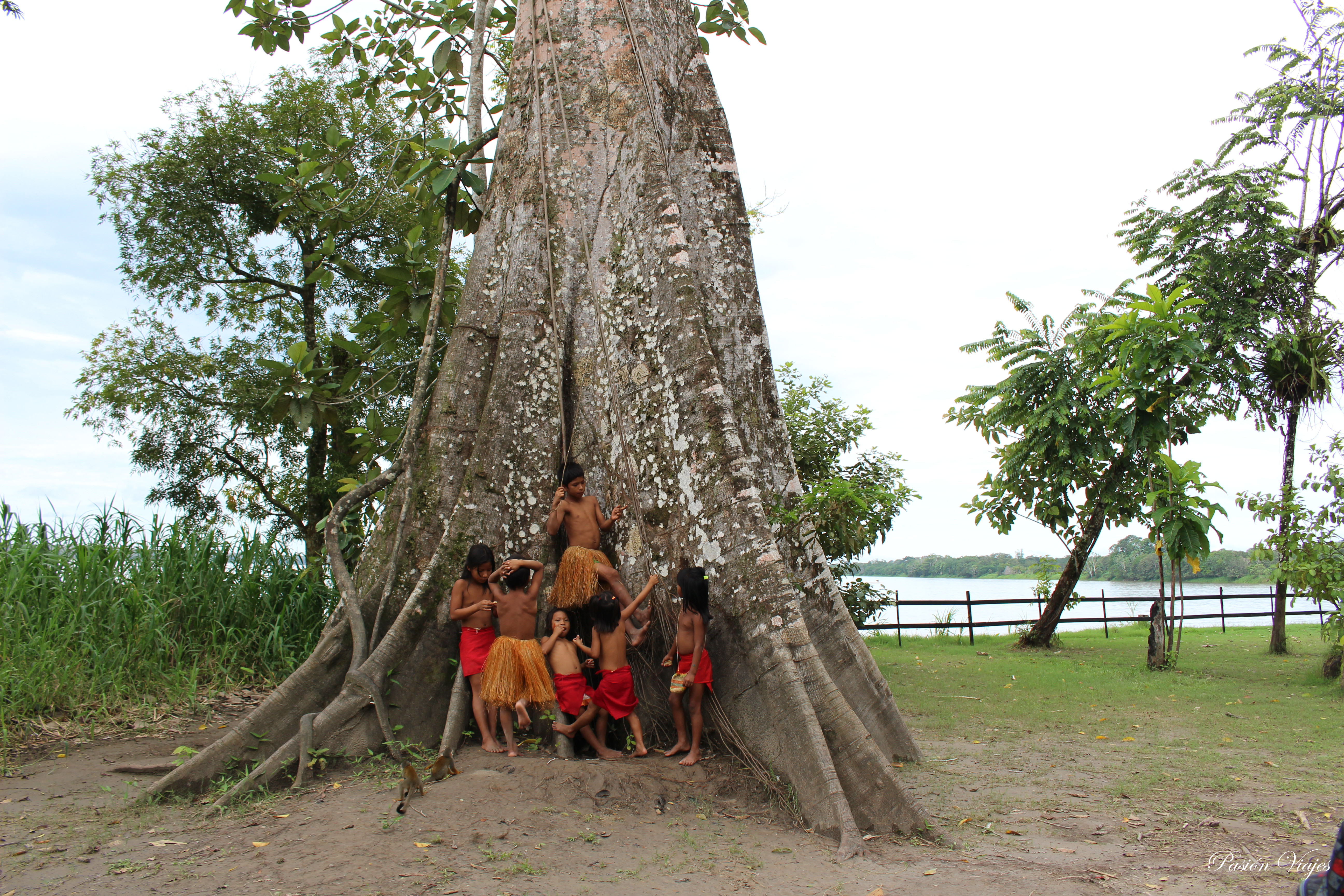
Niños yaguas en la Isla de los Micos, Colombia.

Su economía se basa en la agricultura itinerante , complementada por la pesca y la caza. La yuca es el principal cultivo de la chagra. Fabrican sus vestidos con fibras de palma, hamacas y diferentes clases de canastos. Comercializan algunas de las artesanías que producen, madera, carne de cacería y arroz.

## Organización social
Hay diferentes clanes patrilineales exógamos, que realizan intercambio matrimonial, comportándose como mitades. Los clanes de los vegetales pueden intercambiar esposas con los clanes de los animales terrestres, en tanto que los integrantes de clanes de determinadas aves contraen matrimonio con los de otros clanes de aves correspondientes.
En Perú han conformado Federación de Pueblos Yagua del Bajo Amazonas y Bajo Napola FEPYBABAN. En Colombia han sido reconocidos su resguardos de Santa Sofía, El Progreso y Tiitanho Nijaamu La Libertad.

## Creencias
Adoran a Oriknan, ser supremo y creador. Entrenan al chamán por más de cinco años, para que propicie el contacto con el mundo espiritual que rige la naturaleza. El chamanismo se comporta como un sistema de adaptación con la realidad vivida, que propicia la armonía con la naturaleza, la seguridad, la alimentación y la salud. En los rituales que duran varios días, cantan formando un coro masculino y otro femenino.

## Lengua
Su idioma, aun sin clasificar, estaba estrechamente relacionado con los extintos de los Peba y Yameo. Algunos expertos consideran que las lenguas Peba-Yagua tienen un origen común con las lenguas záparo, pero otros consideran que sus relaciones se deben únicamente a la vecindad. También se ha querido relacionar el yagua con el "Macro-Caribe"
El orden de las partes de la oración, en el yagua, es del tipo Verbo Sujeto Objeto (VSO).